# Selección femenina de hockey sobre hierba de Inglaterra
La Selección femenina de hockey sobre césped de Inglaterra es el equipo que representa a Inglaterra en las competiciones internacionales femeninas de hockey sobre césped, incluyendo el Campeonato Mundial, la Liga Mundial, los Juegos de la Mancomunidad, Champions Challenge, y algunas ediciones del Champions Trophy. 
En ciertas competiciones internacionales, como los Juegos Olímpicos, Inglaterra está representada junto a Escocia, Gales, Irlanda del Norte e Irlanda por la selección de Gran Bretaña.